# ダートマス奇襲 (1751年)
1751年のダートマス奇襲（Raid on Dartmouth、またはダートマスの虐殺）は、ル・ルートル神父戦争中の1751年5月13日に起こった襲撃である。シグネクト地峡からアカディア人とミクマクの民兵隊が、アカディア人ジョゼフ・ブルッサールの指揮のもとダートマスを襲い、町を破壊して20人のイギリス人入植者を殺した。ル・ルートル神父戦争中には、他に6回、インディアンとアカディア人がダートマスを襲撃している。

## 歴史的背景

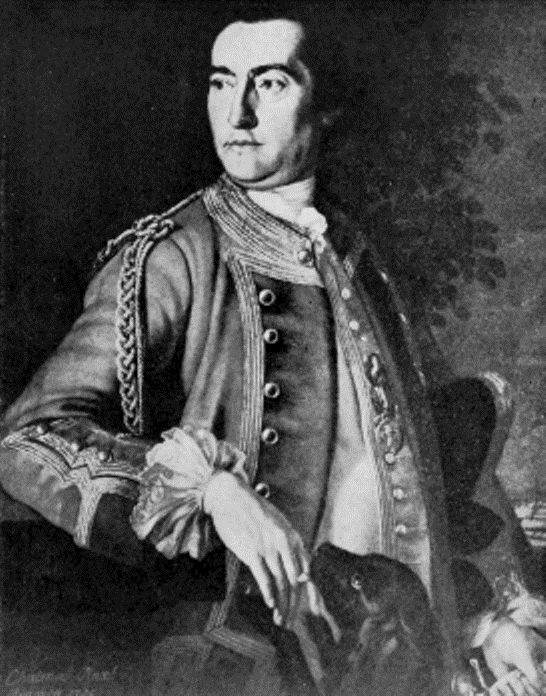
ノバスコシア総督エドワード・コーンウォリス

1710年にイギリスの支配下となったにもかかわらず、イギリス領アカディアのノバスコシアは、カトリックのアカディア人とミクマク族の強い影響下にあった。この地域へのプロテスタントの入植を阻止するため、ミクマク族は1715年に、イギリス人入植地として建設された現在のシェルバーン、1720年にカンゾを攻撃した。時代は下って、1749年6月21日に、エドワード・コーンウォリスがハリファックス建設のために、13隻の輸送艦と共にアカディアにやって来た。これがもとになってル・ルートル神父戦争が起こった。イギリスは、一方的にハリファックスを建設する際に、1726年のラル神父戦争の後、ミクマク族とに交わした条約を踏みにじった。
イギリス人たちは他の入植地も建設に取り掛かった。ミクマク族、アカディア人、そしてフランス人の攻撃からプロテスタントの新植民地を守るため、ハリファックス、ダートマス、ベドフォード（サックヴィル砦）、そしてルーネンバーグとローレンスタウンに砦が築かれた。多くのミクマク族とアカディア人が、これらのイギリス人集落を標的にした襲撃を行った 。
1749年にもダートマスへの襲撃が行われており、これに対抗して、ノバスコシア総督コーンウォリスは、すべてのミクマク族の頭皮に懸賞を掛けるよう求めた。イギリス軍はアメリカン・レンジャーズに、フランス軍が、イギリス人の頭皮に対してミクマク族に払っているのと同じ金額を、ミクマク族の頭皮にかけた フランス軍がイギリス兵の頭皮を集めるため、ミクマク族を雇う一方で、イギリス軍はフランス兵やミクマク兵の頭皮を集めるために猟兵（レンジャー）を雇った。英仏両軍とも、辺境地帯の戦闘技術には、ミクマク族や猟兵ほどには長けていなかった。コーンウォリスにジョン・ウィンスロウ、そしてジェフリー・アマーストのようなイギリス軍の士官は、猟兵やミクマク族の、森林での戦いの巧みさに驚きを隠せなかった 。
さらに、この仕事を達成するために、2つの猟兵隊が立ち上げられた。ひとつは大尉フランシス・バルテーロ、もうひとつは大尉ウィリアム・クラファムが隊長だった。この2つの隊はジョン・ゴラムの隊と一緒に任務を遂行した。3つの部隊はハリファックス周辺の土地を、ミクマク族を探して行き来した。
1750年7月、ミクマク族がダートマスで仕事をしていた男7人を殺して頭皮を剥いだ。同じ年の8月に、353人のイギリス人がオルダニーに着いて、ダートマスのイギリス人集落を建て始めた。その年の秋には町の設計図が出来上がった。その年の9月30日、ダートマスはまたもミクマク族の襲撃を受け、住民が5人以上殺された。同じ年の10月、約8人のグループが気晴らしのため野鳥を撃ちに行き、インディアンの襲撃を受けて、捕虜に取られ、頭皮を大きなナイフではがれた。インディアンたちは明らかにこの目的でナイフを所持しており、頭皮を剥いだ男の体を海に投げ捨てた。
1751年3月、ミクマク族はまた2回の襲撃を行い、その前年と合わせて全部で6回の襲撃を掛けた。

## 襲撃

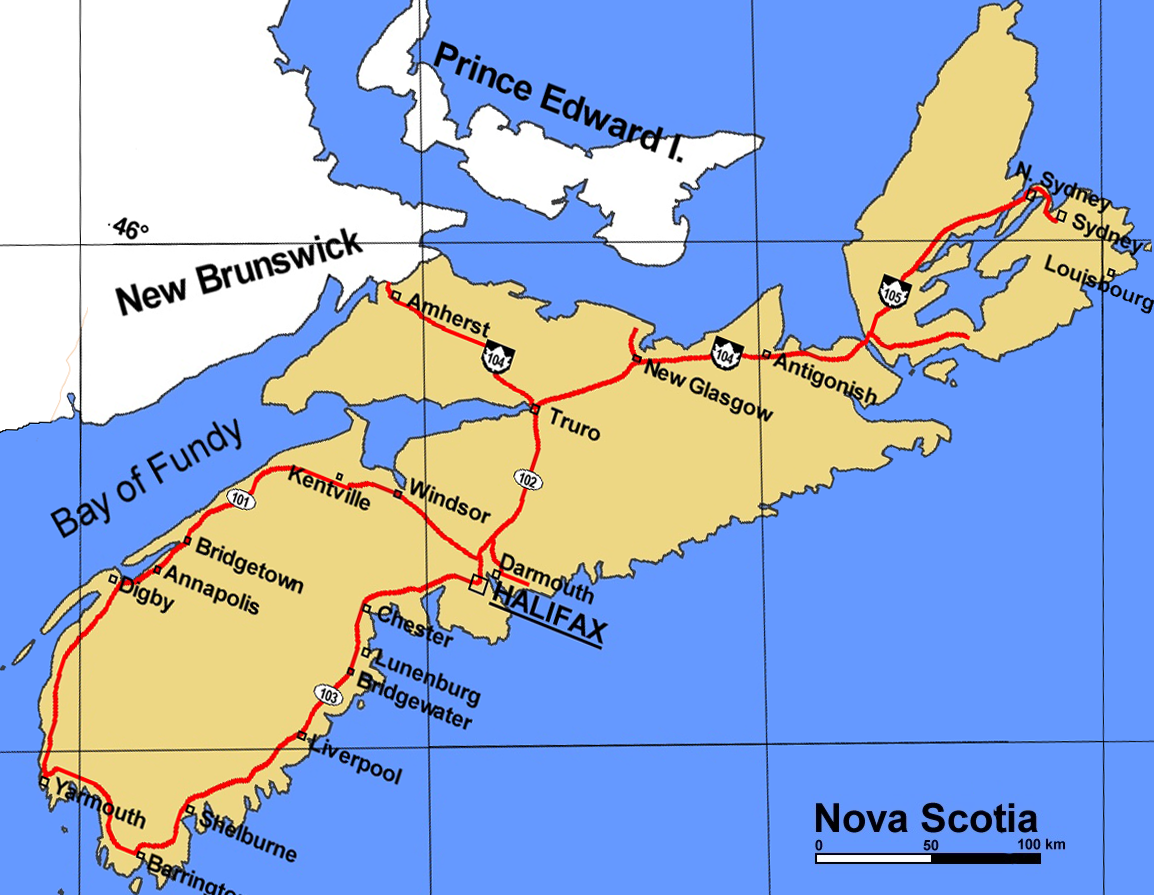
ノバスコシア州の地図、中央下のハリファックスの隣に見えるのがダートマスである。

3か月後の1751年5月13日、ブルサールは60人のミクマク族を率いてまたもダートマスを攻撃した。これは「ダートマスの虐殺」と呼ばれる。ブルッサールとミクマク兵は20人の入植者を殺し、それ以上の人数を捕虜とした。彼らはまた駐屯隊の軍曹も殺して体を八つ裂きにしたコーンウォリスの正式な報告書によれば、4人の入植者がこの襲撃で死に、6人の兵士が捕囚されたとある歴史家のジョン・ウィルソンによれば、15人がこの襲撃で即死し、7人が負傷し、そのうち3人は病院で死んだとある。6人が連れ去られ、その後その6人を見るものはなかった。
サー・ジョン・ソルズベリーは日記に約20人が殺されたと書いている。アカディア人とミクマク族は36軒の民家を焼いた。クラファム大尉と60人の兵が、砦から砲撃を行い、これにより6人のミクマク兵が戦死した。しかし、ブルッサールたちは敵の頭皮を一枚回収してハリファックスへと持って行った。ダートマスの入江で、ジョン・ウィスダムのもとに野営していたイギリス軍は入植者を援助した。翌日戻ってきた兵士たちは、ミクマク族がここの野営地をも襲撃しており、1人が捕虜として連れ去られているのに気付いた。
入植者たちはすべてミクマク族に頭皮を剥がれた。イギリス軍は遺体を集めて、ハリファックスのセントポール寺院の墓地に埋葬した。

## 奇襲後のダートマス

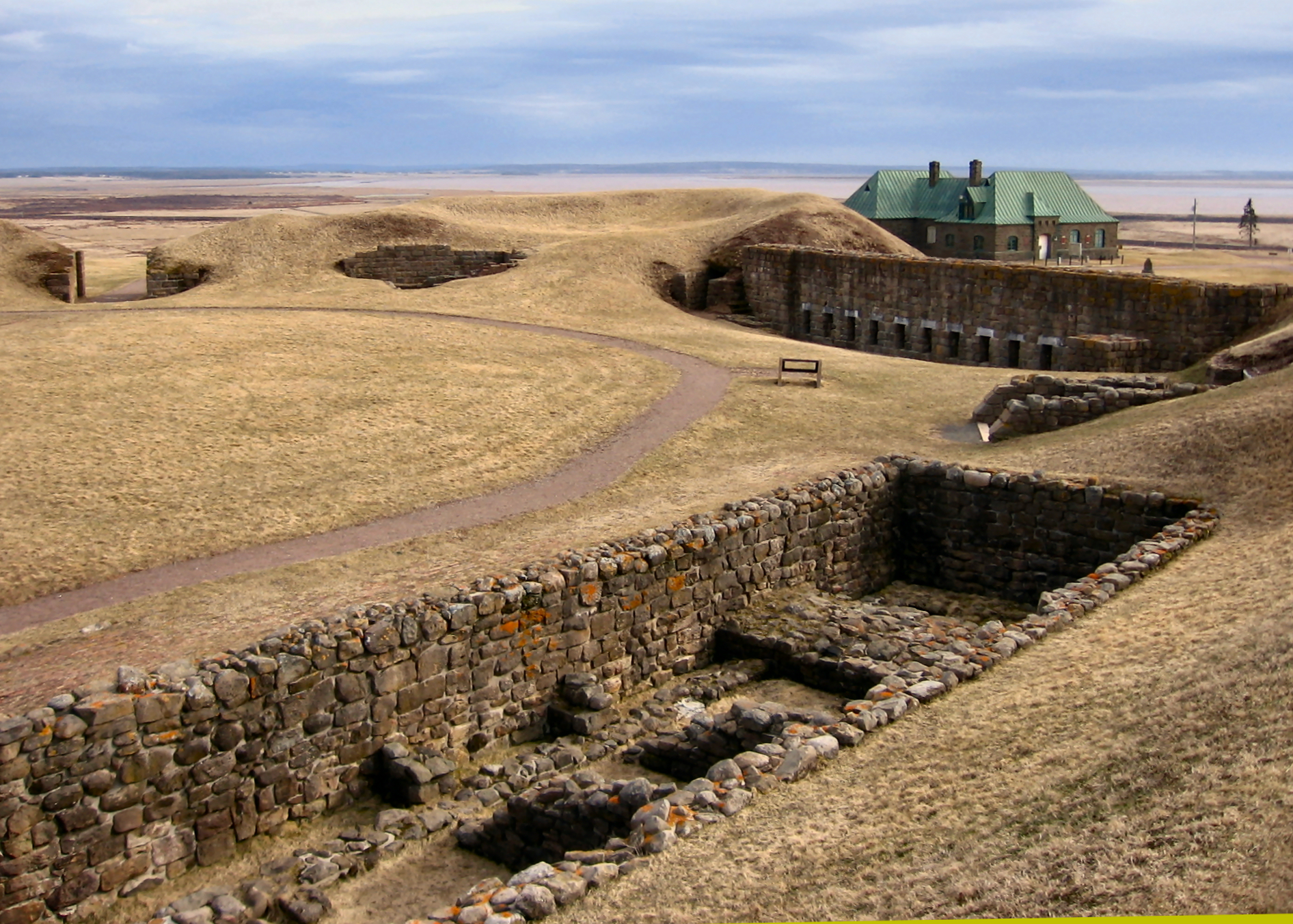
ボーセジュール砦跡（2006年撮影）

イギリスは報復のためにいくつかの中隊をシグネクト地峡に派遣した。フランスの駐屯兵数人が殺されて堤防が破られ、何百エーカーもの作物が台無しになり、アカディア人とフランス軍には痛手となった。
この襲撃の直後、町の建設計画に、鹿砦を張り巡らすことが追加された。その後のフレンチ・インディアン戦争を通してミクマク族とアカディア人の襲撃は続き（たとえば、1759年の春にクラレンス砦に新たな襲撃が仕掛けられ、兵士5人が死んだ）、ダートマスが建設されてから14年後に、この襲撃は終わった。最初の襲撃から30年もの間、ダートマスへに新規に入植する者はいなかった。1749年から50年にかけてダートマスに入植した人々も、2年後にはその半数しか生き残っていなかった。1763年末には、ダートマスの人口はわずかに78人だった。
フランスは、ル・ルートル神父戦争中に行われたアカディア人とミクマク族の襲撃や放火に関して、彼らが勝手にやったことで、フランスは関与していないと回答している。また、この襲撃が行われた1751年、フランスはアカディアに稜堡を持つ砦を完成させた。これがボーセジュール砦であり、イギリス側のローレンス砦と、ミサガワシュ川を挟んで対峙することになる。